# اچ‌ام‌اس مونتروز (اف۲۳۶)
اچ‌ام‌اس مونتروز (اف۲۳۶) (به انگلیسی: HMS Montrose (F236)) یک کشتی است که طول آن ۱۳۳ متر (۴۳۶ فوت) می‌باشد. 